# Мартина (Мощеницька Драга)
Мартина (хорв. Martina) — населений пункт у Хорватії, у Приморсько-Горанській жупанії у складі громади Мощеницька Драга.

## Населення
Населення за даними перепису 2011 року становило 50 осіб.
Динаміка чисельності населення поселення:

## Клімат
Середня річна температура становить 12,97 °C, середня максимальна – 24,85 °C, а середня мінімальна – 1,39 °C. Середня річна кількість опадів – 1245 мм.
| Клімат поселення                              | Клімат поселення | Клімат поселення | Клімат поселення | Клімат поселення | Клімат поселення | Клімат поселення | Клімат поселення | Клімат поселення | Клімат поселення | Клімат поселення | Клімат поселення | Клімат поселення | Клімат поселення |
| Показник                                      | Січ.             | Лют.             | Бер.             | Квіт.            | Трав.            | Черв.            | Лип.             | Серп.            | Вер.             | Жовт.            | Лист.            | Груд.            |                  |
| Середній максимум, °C                         | 8,93             | 8,30             | 10,98            | 14,26            | 19,29            | 23,41            | 24,85            | 24,32            | 20,34            | 16,05            | 11,46            | 9,12             |                  |
| Середня температура, °C                       | 5,48             | 4,85             | 7,52             | 10,81            | 15,84            | 19,95            | 22,35            | 21,82            | 17,84            | 13,56            | 8,97             | 6,61             |                  |
| Середній мінімум, °C                          | 2,04             | 1,39             | 4,09             | 7,37             | 12,39            | 16,50            | 19,85            | 19,33            | 15,36            | 11,06            | 6,48             | 4,13             |                  |
| Норма опадів, мм                              | 101              | 82               | 91               | 96               | 82               | 98               | 64               | 91               | 114              | 146              | 155              | 125              |                  |
| Середньомісячна швидкість вітру, м/с          | 3.17             | 3.36             | 3.35             | 3.17             | 2.85             | 2.74             | 2.68             | 2.74             | 2.89             | 3.22             | 3.48             | 3.43             |                  |
| Середньомісячна сонячна радіація, кДж/м²·день | 4520             | 7386             | 10629            | 15074            | 19399            | 20975            | 22244            | 19088            | 14030            | 9133             | 4909             | 3800             |                  |
| --------------------------------------------- | ---------------- | ---------------- | ---------------- | ---------------- | ---------------- | ---------------- | ---------------- | ---------------- | ---------------- | ---------------- | ---------------- | ---------------- | ---------------- |
| Джерело:                                      |                  |                  |                  |                  |                  |                  |                  |                  |                  |                  |                  |                  |                  |